# 랩소디 인 블루

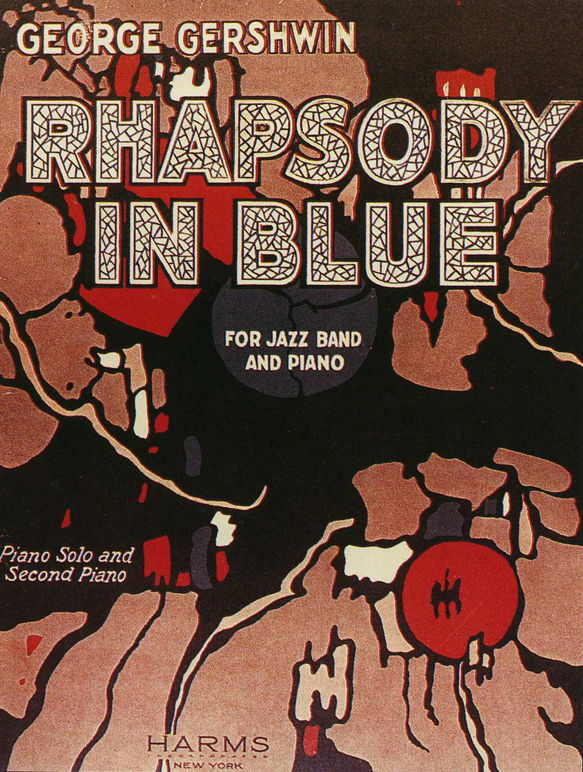

랩소디 인 블루(Rhapsody in Blue)는 미국 작곡가 조지 거슈윈(George Gershwin)이 작곡한 피아노 협주곡으로 그의 잘 알려진 작품중 하나이다. 1924년에 작곡되었으며, 피아노와 관현악을 위한 재즈 피아노 협주곡으로 심포닉 재즈의 대표작이다. 이 작품은 그로페(Ferde Grofé)에 의해 관현악법으로 세 번 연주되었다. 1924년과 1926년, 그리고 마지막으로 1942년이다.
이 작품은 'An Experiment in Modern Music'이라는 1924년 2월 12일 뉴욕 아이올리언 홀에서 개최된 연주회에서 처음 선보였는데, 폴 화이트맨과 그의 관현악단이 연주하였으며, 이 작품의 작곡가인 거슈윈은 피아노를 연주했다.
1942년 그로페가 연주한 랩소디 인 블루는 상당히 유명한 연주 중 하나로 기억되고 있다.

## 트리비아
랩소디 인 블루는 유나이티드 항공의 배경음악으로 유명하며, 노다메 칸타빌레 (드라마) 드라마의 엔딩곡으로 쓰이기도 하였다.